# Utetheisa lotrix
Utetheisa lotrix (tên tiếng Anh: Crotalaria Moth) là một loài bướm đêm thuộc phân họ Arctiinae, họ Erebidae. Nó được tìm thấy ở hầu hết the old world tropics.
Sải cánh dài khoảng 30 mm.
Ấu trùng ăn các loài Crotalaria.

## Phụ loài
- Utetheisa lotrix lotrix (Seychelles, Sri-Lanka, China, Japan, New Guinea, Australia, New Zealand)
- Utetheisa lotrix stigmata (quần đảo Loyalty, New Caledonia, New Hebrides, Fiji, Solomons, W.Samoa, Tonga, Niue)
- Utetheisa lotrix lepida
- Utetheisa lotrix socotrensis (đảo Socotra)

## Hình ảnh

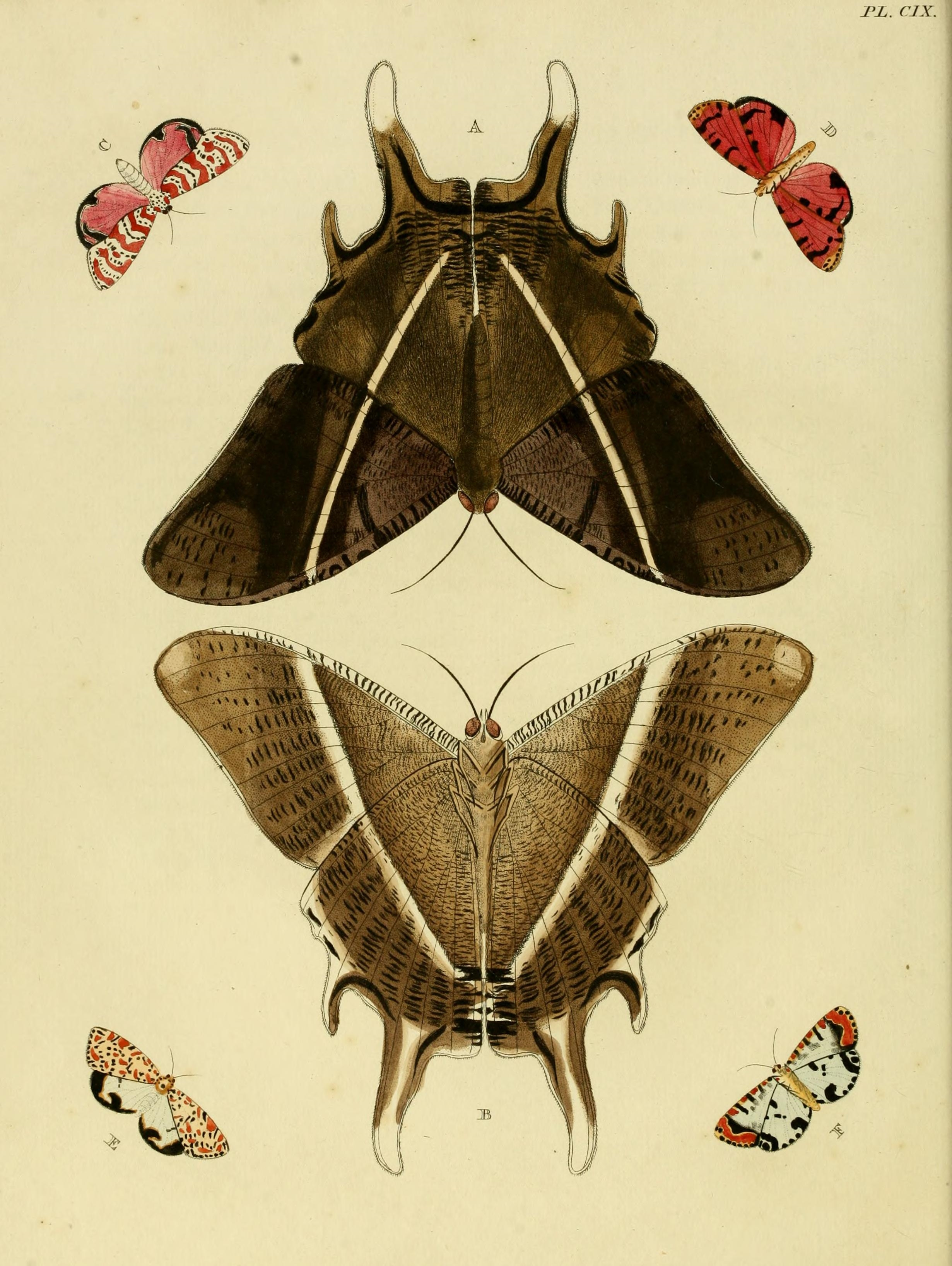
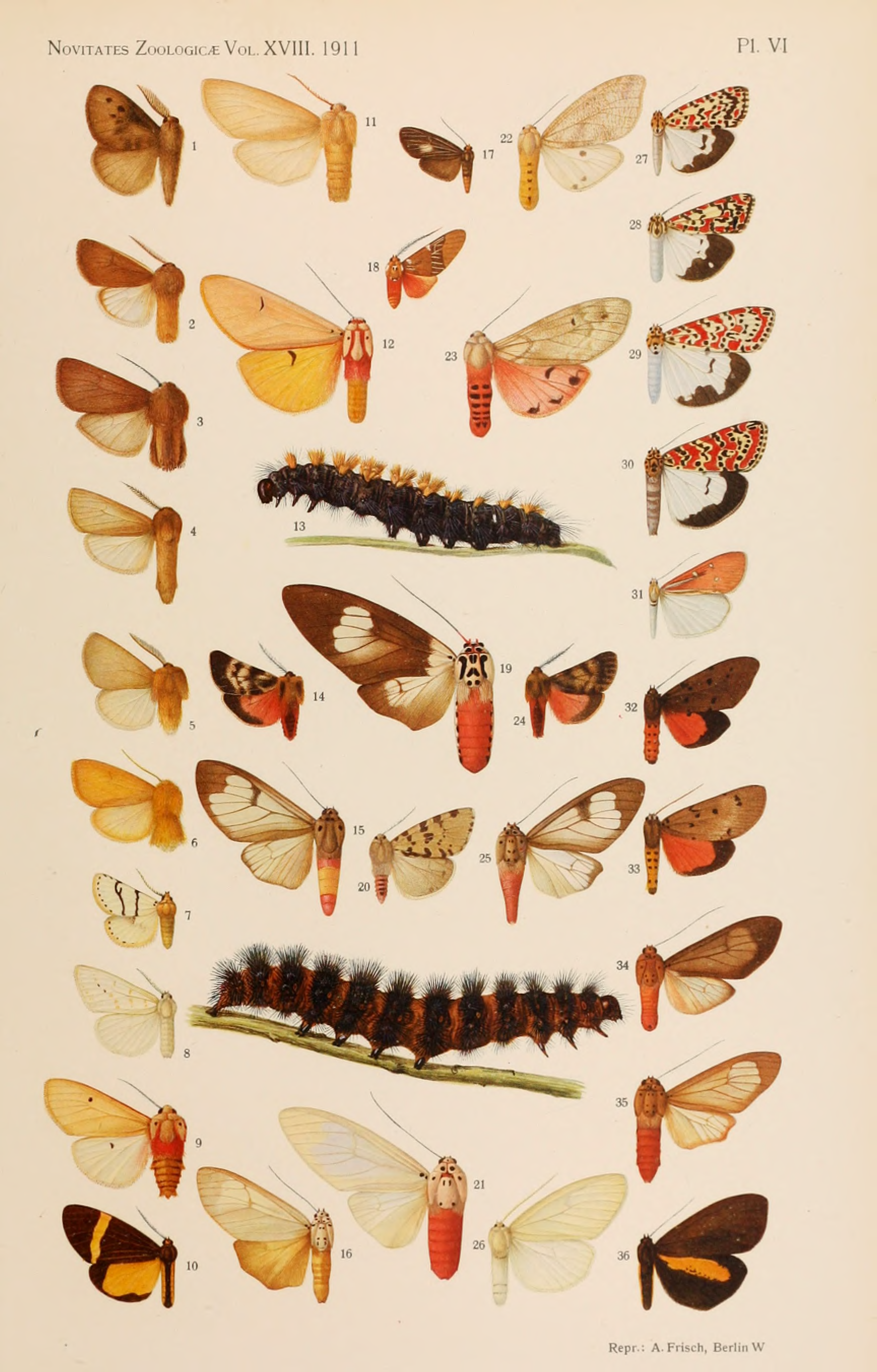
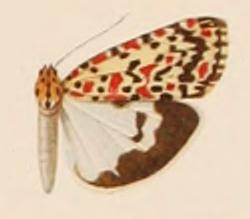